# Tuy Hòa

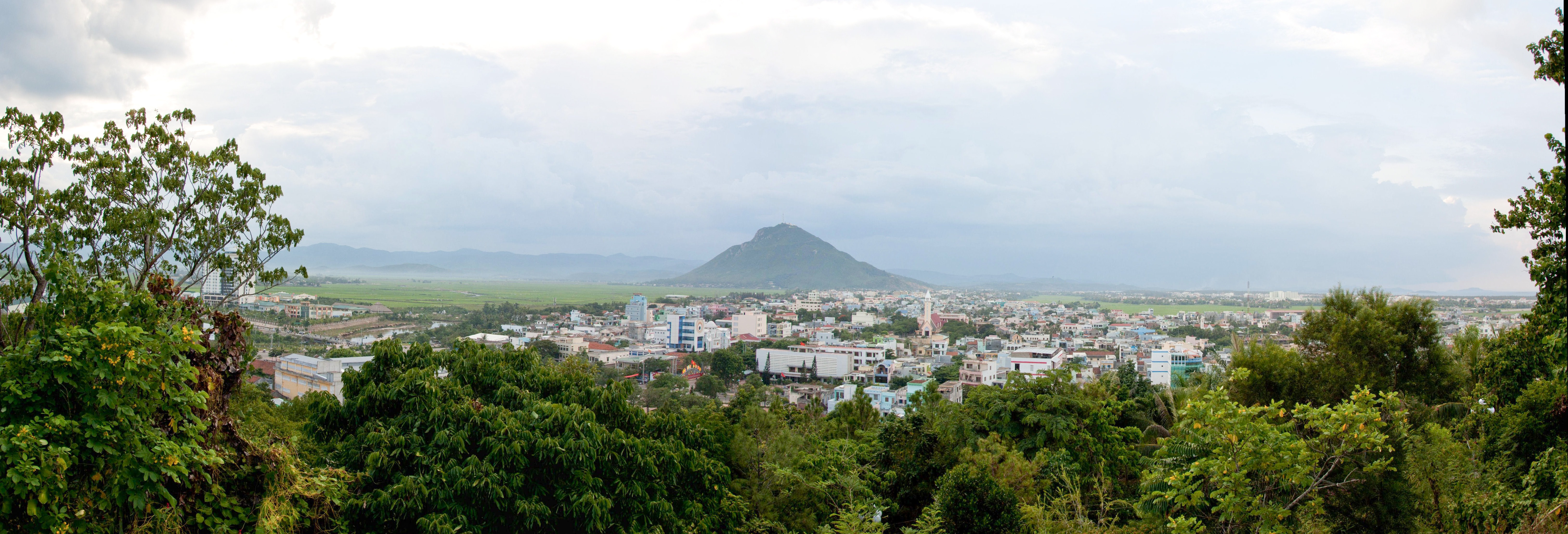
Blick auf die Stadt und den Berg Nhạn

Tuy Hòa ist eine Stadt in der Provinz Phú Yên in Vietnam. Sie liegt am Ufer des Küste des Südchinesischen Meeres nahe der Mündung des Đà Rằng. Beim Zensus 2009 lag die Einwohnerzahl der Kernstadt bei 122.838 (Zensus 1999: 65.734). Die Stadt bildet den Verwaltungssitz der Provinz Phú Yên. Die Stadt besitzt den Status einer Provinzstadt der 2. Klasse.

## Wirtschaft
Die Stadt ist ein landwirtschaftliches Zentrum und ein wichtiger Fischereihafen. Sie ist der Mittelpunkt eines fruchtbaren, dicht besiedelten Tieflandes, in dem Zuckerrohr, Baumwolle und Reis angebaut werden.

## Infrastruktur
1936 wurde die Stadt durch die Fertigstellung der Küsteneisenbahnstrecke mit Saigon (heute Ho-Chi-Minh-Stadt) und Hanoi verbunden. Es wird auch von dem National Coastal Highway bedient und verfügt über ein Krankenhaus und einen Verkehrsflughafen, den Flughafen Dong Tac. Der heutige Flughafen beruht auf einem ehemaligen amerikanischen Luftwaffenstützpunkt.

## Sehenswürdigkeiten
Auf dem Berg Nhạn hinter der Stadt befindet sich ein alter Champa-Tempel. Von dort aus ergibt sich ein guter Überblick über die Stadt.

## Galerie

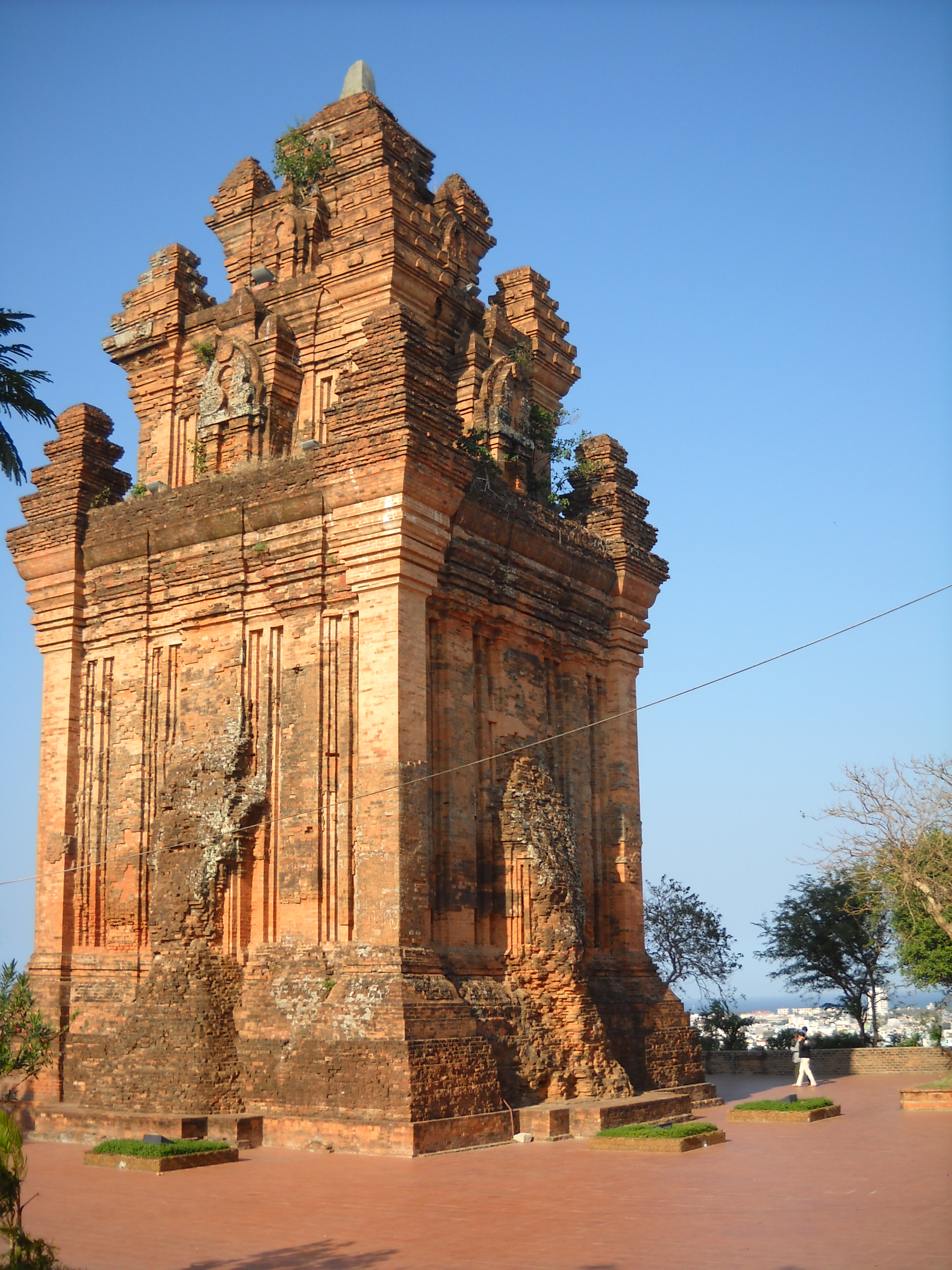
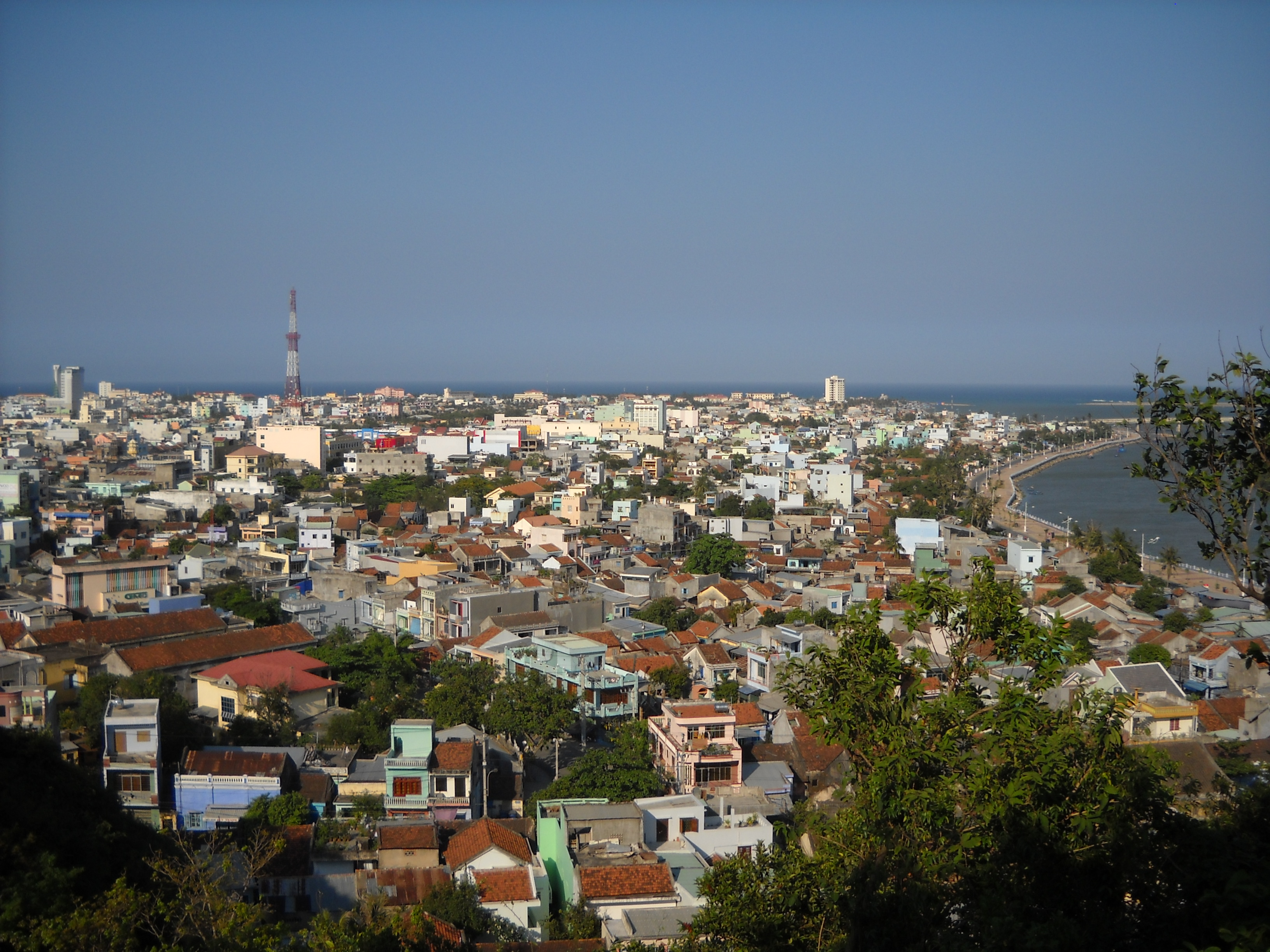
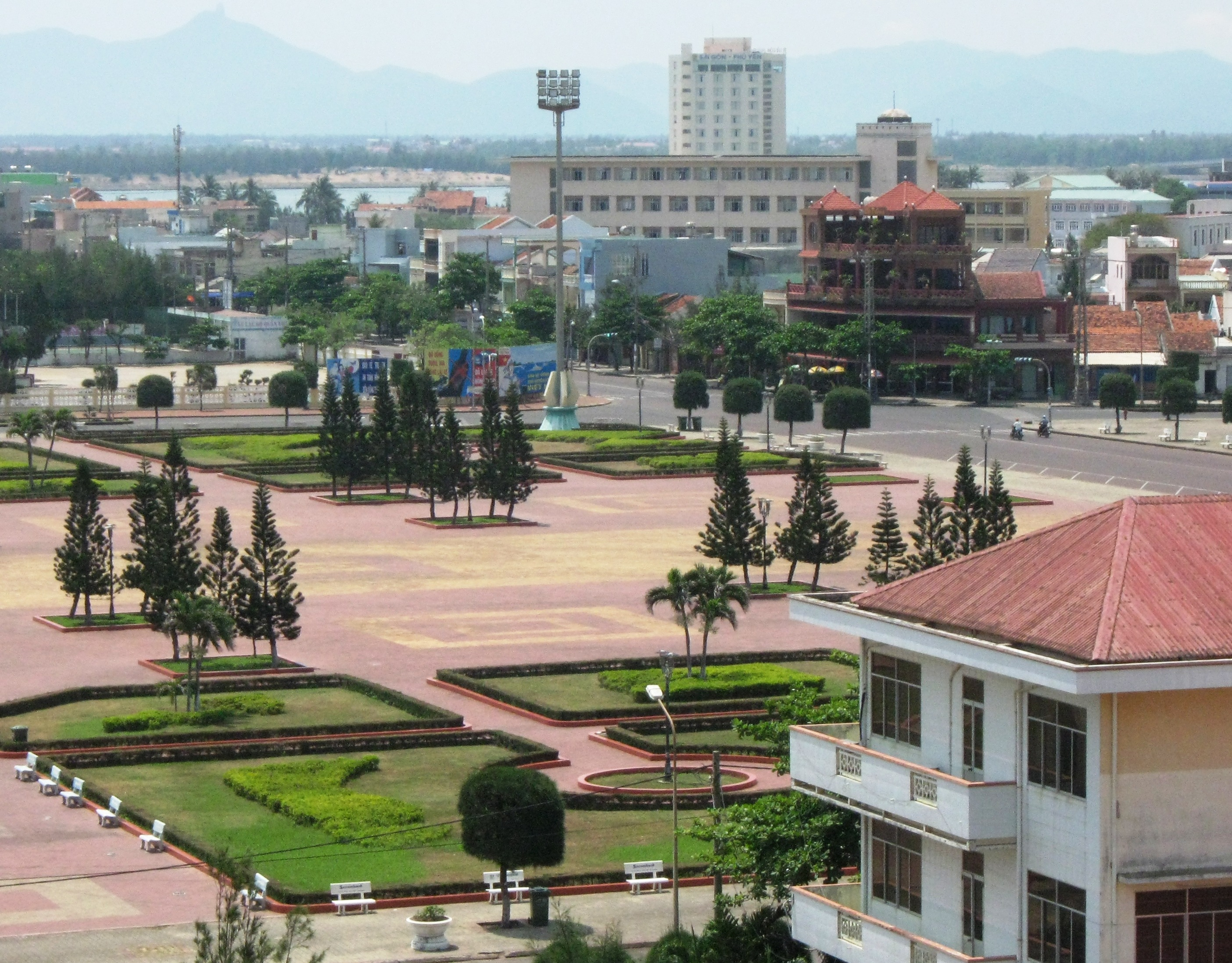
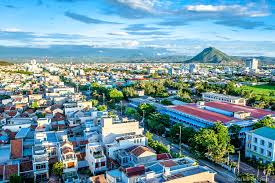